# Castellane
Castellane (okcitansko/provansalsko Castelana/Castelano) je naselje in občina v jugovzhodni francoski regiji Provansa-Alpe-Azurna obala, podprefektura departmaja Alpes-de-Haute-Provence. Leta 2010 je naselje imelo 1.537 prebivalcev, s čimer zaseda zadnje mesto med francoskimi podprefekturami.

## Geografija
Castellane je umeščen nad Velikim kanjonom reke Verdon, približno 50 km jugovzhodno od središča departmaja Digne-les-Bains. V bližini se nahajata jezeri Lac de Chatillon in Lac de Chaudanne.

## Administracija
Castellane je sedež istoimenskega kantona, v katerega so poleg njegove vključene še občine Demandolx, La Garde, Peyroules, Rougon, Saint-Julien-du-Verdon in Soleilhas z 2.340 prebivalci.
Naselje je prav tako sedež okrožja, v katerega so poleg njegovega vključeni še kantoni Allos-Colmars, Annot, Entrevaux in Saint-André-les-Alpes z 9.498 prebivalci.

## Zgodovina
Ime naselja se prvikrat omenja v tekstih okoli leta 965-977 kot Petra Castellana v povezavi s kamnito gmoto (Le Roc), ki se dviguje nad njim. Nekdanja občina Castillon; njeno ime se je do danes ohranilo v imenu bližnjega jezera; se pojavi pred letom 1300 (de Castilhone).

## Pobratena mesta
- Pescasseroli (Abruzzi, Italija)